# Габріела Гунчікова
Габріела Гунчікова (чеськ. Gabriela Gunčíková; 27 липня 1993) — чеська співачка і авторка пісень. 2016 року представляла Чехію на Євробаченні 2016 з піснею «I Stand».

## Життєпис

### Перші роки і початок кар'єри
Габріела Гунчікова народилася 27 липня 1993 року в чеському місті Кромержиж. Її дитинство пройшло в маленькому селі Янковиці неподалік Голешова.
Уперше співачка з'явилася на телебаченні 2011 року, коли вона брала участь у другому сезоні чесько-словацького шоу «Česko Slovenská SuperStar», де вона посіла друге місце. Цього ж року Габріела здобуває нагороду «Прорив року» чеської премії «Český slavík».
28 листопада 2011 року співачка випускає свій дебютний альбом «Dvojí tvář» (укр. Дволичні), який майже відразу увійшов до топ-10 національного чарту Чехії. На початку 2012 року Габріела грає в чеському мюзиклі «Kleopatra». 30 травня 2013 було презентовано другий студійний альбом співачки «Celkem jiná» (укр. Цілком інша), де вона виступила також як авторка декількох пісень.

### Співпраця з Кеном Тампліном і«Trans-Siberian Orchestra»
2013 року Габріела зв'язалася з одним з найвідоміших вокальних тренерів світу Кеном Тампліном, який, побачивши відео з її виступами в YouTube, погодився з нею працювати. Незабаром Гунчікова переїжджає до Каліфорнії і через якийсь час стає обличчям Вокальної Академії Кена Тампліна і одною з найкращих її учениць на світовому рівні.
2014 року Пол О'Ніл з метал-гурту «Trans-Siberian Orchestra» зв'язався з Габріелою й запропонував їй співпрацю. Наприкінці року співачка дає вже близько 60 концертів по всьому західному узбережжю США разом із цим гуртом.
У листопаді 2015 року Гунчікова знову мандрує Західною Америкою разом з «Trans-Siberian Orchestra».

### Євробачення 2016
17 лютого 2016 року Габріела оголосила, що працює у Швеції над спеціальним проектом разом зі шведськими композиторами Крістіаном Шнайдером і Сарою Біглерт.
11 березня 2016 року Чеське телебачення оголосило, що Габріела Гунчікова представлятиме Чехію на Євробаченні 2016 у Стокгольмі з піснею «I Stand».

## Дискографія

### «Dvojí tvář» (2011)
1. «Lala»
2. «Zůstanu napořád» («Died from a Broken Heart»)
3. «Volnej pád»
4. «Bud dál jen můj» («I Feel So Bad»)
5. «Kdybys na mě máv» («Slave to Your Love»)
6. «Dvojí tvář»
7. «Run to Hills»
8. «Zábrany» («Barricades»)
9. «Send Me an Angel»
10. «Proudu vstříc»
11. «Země vzdálená»

### «Celkem jiná» (2013)
1. «Celkem jiná»
2. «Provokatérka»
3. «Zrozena z moří»
4. «Černý Anděl»
5. «Měl by ses mě bát»
6. «Časy jsou zlé»
7. «Šílená»
8. «Nech si ránu poslední»
9. «Bezmoc»
10. «Se mnou leť»